# مايكل بيل
مايكل بيل (بالإنجليزية: Michael Bell)‏ (و. 1936 – 2011 م) هو سياسي من جمهورية أيرلندا، والدولة الأيرلندية الحرة، ولد في مقاطعة لاوث، توفي في دبلن، عن عمر يناهز 75 عاماً.

## مناصب
تولى منصب نائب دييل (30 نوفمبر 1998–25 أبريل 2002)
- نائب دييل (13 أكتوبر 1998–30 نوفمبر 1998)[6]
- نائب دييل (26 يونيو 1997–25 أبريل 2002)[6]
- نائب دييل (14 ديسمبر 1992–15 مايو 1997)[6]
- نائب دييل (29 يونيو 1989–5 نوفمبر 1992)[6]
- نائب دييل (10 مارس 1987–25 مايو 1989)[6]
- نائب دييل (14 ديسمبر 1982–20 يناير 1987).[6]